# Chloridolum rubricorne
Chloridolum rubricorne är en skalbaggsart som först beskrevs av J. Linsley Gressitt 1951.  Chloridolum rubricorne ingår i släktet Chloridolum och familjen långhorningar. Inga underarter finns listade i Catalogue of Life.